# سباق الجائزة الكبرى للدراجات النارية موسم 2006
سباق الجائزة الكبرى للدراجات النارية موسم 2006 كان النسخة الـ 58 من بطولة العالم التي نظمها الاتحاد الدولي للدراجات النارية. تكون الموسم من 17 سباقا بدأ بجائزة إسبانيا الكبرى للدراجات النارية 2006 في 26 مارس وانتهى بجائزة بلنسية الكبرى للدراجات النارية 2006 في 29 أكتوبر.

## النتائج
| الجولة | التاريخ   | الجائزة الكبرى                                   | الحلبة                           | الفائز بفئة 125 سي سي  | الفائز بفئة 250 سي سي  | الفائز بفئة موتو جي بي | التقرير |
| ------ | --------- | ------------------------------------------------ | -------------------------------- | ---------------------- | ---------------------- | ---------------------- | ------- |
| 1      | 26 مارس   | جائزة إسبانيا الكبرى للدراجات النارية            | حلبة خيريز                       | ألفارو باوتيستا        | خورخي لورنزو           | لوريس كابيروسي         | التقرير |
| 2      | 8 أبريل   | جائزة قطر الكبرى للدراجات النارية                | حلبة لوسيل الدولية               | ألفارو باوتيستا        | خورخي لورنزو           | فالنتينو روسي          | التقرير |
| 3      | 30 أبريل  | جائزة تركيا الكبرى للدراجات النارية              |                                  | هيكتور فاوبل           | هيروشي أوياما          | ماركو ميلاندري         |         |
| 4      | 14 مايو   | جائزة الصين الكبرى للدراجات النارية              | حلبة شانغهاي الدولية             | ميكا كاليو             | هيكتور باربيرا         | داني بيدروسا           | التقرير |
| 5      | 21 مايو   | جائزة فرنسا الكبرى للدراجات النارية              | حلبة دي لا سارث                  | توماس لوثي             | يوكي تاكاهاشي          | ماركو ميلاندري         | التقرير |
| 6      | 4 يونيو   | جائزة إيطاليا الكبرى للدراجات النارية            | حلبة موجيلو                      | ماتيا باسيني           | خورخي لورنزو           | فالنتينو روسي          | التقرير |
| 7      | 18 يونيو  | جائزة كتالونيا الكبرى للدراجات النارية           | حلبة دي كاتلونيا                 | ألفارو باوتيستا        | أندريا دوفيزيوسو       | فالنتينو روسي          | التقرير |
| 8      | 24 يونيو  | كأس هولندا السياحية                              | حلبة أسن تي تي                   | ميكا كاليو             | خورخي لورنزو           | نيكي هايدن             |         |
| 9      | 2 يوليو   | جائزة بريطانيا الكبرى للدراجات النارية           | دونينجتون بارك                   | ألفارو باوتيستا        | خورخي لورنزو           | داني بيدروسا           | التقرير |
| 10     | 16 يوليو  | جائزة ألمانيا الكبرى للدراجات النارية            | ساتشسينرينج                      | ماتيا باسيني           | يوكي تاكاهاشي          | فالنتينو روسي          | التقرير |
| 11     | 23 يوليو  | جائزة الولايات المتحدة الكبرى للدراجات النارية † | حلبة لاغونا سيكا                 | لم يقم سباق لهذه الفئة | لم يقم سباق لهذه الفئة | نيكي هايدن             | التقرير |
| 12     | 20 أغسطس  | جائزة التشيك الكبرى للدراجات النارية             | حلبة برنو                        | ألفارو باوتيستا        | خورخي لورنزو           | لوريس كابيروسي         | التقرير |
| 13     | 10 سبتمبر | جائزة ماليزيا الكبرى للدراجات النارية            | حلبة سيبانغ الدولية              | ألفارو باوتيستا        | خورخي لورنزو           | فالنتينو روسي          | التقرير |
| 14     | 17 سبتمبر | جائزة أستراليا الكبرى للدراجات النارية           | حلبة الجائزة الكبرى بجزيرة فيليب | ألفارو باوتيستا        | خورخي لورنزو           | ماركو ميلاندري         |         |
| 15     | 24 سبتمبر | جائزة اليابان الكبرى للدراجات النارية            | حلبة موتيجي                      | ميكا كاليو             | هيروشي أوياما          | لوريس كابيروسي         | التقرير |
| 16     | 15 أكتوبر | جائزة البرتغال الكبرى للدراجات النارية           | حلبة إستوريل                     | ألفارو باوتيستا        | أندريا دوفيزيوسو       | توني إلياس             | التقرير |
| 17     | 29 أكتوبر | جائزة بلنسية الكبرى للدراجات النارية             | حلبة ريكاردو تورمو               | هيكتور فاوبل           | أليكس دي أنجليس        | تروي بايليس            |         |